# Kortsnaveltangare
De kortsnaveltangare (Chlorospingus parvirostris) is een zangvogel uit de familie Emberizidae (Gorzen).

## Verspreiding en leefgebied
Deze soort telt 3 ondersoorten:
- C. p. huallagae: van centraal Colombia tot Ecuador en noordwestelijk Peru.
- C. p. medianus: centraal Peru.
- C. p. parvirostris: zuidelijk Peru en westelijk Bolivia.